# Куорка
Куорка (рос. Куорка) — улус Кіжингинського району, Бурятії Росії. Входить до складу Сільського поселення Верхньокіжингинський сомон.
Населення — 202 особи (2015 рік).